# Toyota Celica

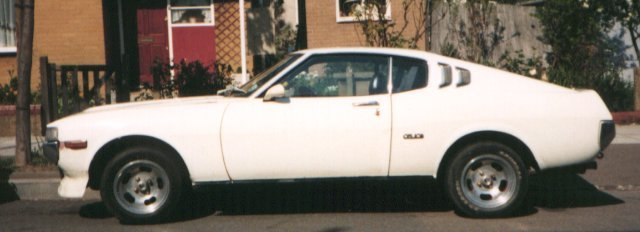
Toyota Celica 2000GT

Toyota Celica är en bilmodell tillverkad av Toyota mellan 1970 och 2006. 
Celica lanserades 1970 vid motorshowen i Tokyo och har sedan kommit i ett flertal generationer, innan den slutade tillverkas 2006. Bilen förekommer ibland inom racing och anses vara lika bra sportbil såsom personbil. Modellnamnet Celica härstammar från latin och betyder "himmelsk".
Fram till 1986 baserades bilen Toyota Supra på Celican, men kom i lyxigare utförande och större motorer. Efter en modelländring hösten 1985 blev Celican framhjulsdriven, medan Supran behöll bakhjulsdrift och blev till en egen linje.
Bilen har oftast bara två säten, förarsäte och ett passagerarsäte, samt ett så kallat nödsäte bak.
Toyota Celica finns i sju olika generationer.
- Generation 1. A20/A35 (1970-1977) RWD
- Generation 2. A40 (1977-1981) RWD
- Generation 3. A60 (1981-1985) RWD
- Generation 4. T16 (1985-1989) FWD/4WD
- Generation 5. T18 (1989-1993) FWD/4WD
- Generation 6. T20 (1993-1999) FWD/4WD
- Generation 7. T23 (1999-2006) FWD

De fyrhjulsdrivna (4WD) versionerna kallas GT-Four och togs fram 1986 för Toyotas framgångsrika rallysatsning. Förutom fyrhjulsdriften så är dessa bilar även försedda med turbo.
Toyota vann konstruktörsmästerskapstitlarna i rally-VM 1993 och 1994 med Celica GT-Four.